# Dołno Linewo
Dołno Linewo (bułg. Долно Линево) – wieś w Bułgarii, w obwodzie Montana, w gminie Łom. Według danych szacunkowych Ujednoliconego Systemu Ewidencji Ludności oraz Usług Administracyjnych dla Ludności, 15 czerwca 2020 roku miejscowość liczyła 223 mieszkańców.